# Kletterbauweise
Kletterbauweise ist eine Bautechnik, bei der das Gerüst oder der Kletterkran mit dem Baufortschritt nach oben wandert. Sie stellt eine mögliche Alternative zur Gleitbauweise dar. 
Die Kletterbauweise wird oft bei hohen Bauwerken angewendet. Bekannt ist diese Bauweise seit Mitte des 20. Jahrhunderts. Beim Bau des Berliner Fernsehturms, der in den 1960er Jahren errichtet wurde, wurde die Kletterbauweise angewendet. In Kletterbauweise errichtet wurden auch der Uniqa Tower in Wien, zwei Kühltürme des Kraftwerks Neurath und der Bunker der Müllverbrennungsanlage in Zistersdorf.